# Aaron Hughes
Aaron William Hughes (Cookstown, Irlanda del Norte; 8 de noviembre de 1979), más conocido como Aaron Hughes, es un exfutbolista norirlandés que jugaba como defensa.

## Carrera con clubes
Hughes comenzó su carrera en la temporada 1997-98 con el Newcastle United del Premier League. Su primer partido fue contra FC Barcelona en la Liga de Campeones, el 26 de noviembre de 1997, como substituto de Philippe Albert. Hughes jugó 4 partidos en la Premier League en enero y febrero.
Después de 205 partidos en la Premier League con el Newcastle United, Hughes fichó por el Aston Villa por 1 000 000 £, el 20 de mayo de 2005. Jugó dos temporadas con el club de Birmingham antes de fichar por el Fulham Football Club el 27 de junio de 2007 por 1.000.000 £, siendo. entrenador del Fulham Lawrie Sánchez, quien también ocupaba el cargo de entrenador de la Selección de Irlanda del Norte. El 12 de mayo de 2010, Hughes formó parte del Fulham Football Club que perdió la final de la Liga Europa contra Atlético Madrid en Hamburgo, Alemania.
En junio de 2019 anunció su retirada como futbolista profesional.

## Carrera internacional
El primer partido de Hughes con la selección de su país fue el 25 de marzo de 1998 contra Eslovaquia, en Windsor Park, Belfast. Irlanda del Norte ganó 1-0. En su 23.er partido, contra Polonia en Chipre, él fue el capitán por primera vez. Contra Polonia además, en partido clasificatorio para la 2010 Copa Mundial el 5 de septiembre de 2009, marcó su primer autogol. El 10 de agosto de 2011 en partido de clasificación para la Eurocopa 2012 marcó su primer gol, en una victoria por 4-0 en casa contra las Islas Feroe, su 77.º partido.

## Clubes
| Club                   | País       | Año       |
| ---------------------- | ---------- | --------- |
| Newcastle United       | Inglaterra | 1997-2005 |
| Aston Villa            | Inglaterra | 2005-2007 |
| Fulham FC              | Inglaterra | 2007-2014 |
| Queens Park Rangers    | Inglaterra | 2014      |
| Brighton & Hove Albion | Inglaterra | 2014-2015 |
| Melbourne City         | Australia  | 2015-2016 |
| Kerala Blasters        | India      | 2016-2017 |
| Heart of Midlothian    | Escocia    | 2017-2019 |